# Société préhistorique luxembourgeoise
Die Société Préhistorique Luxembourgeoise (S.P.L.) ist eine wissenschaftliche Vereinigung der an Ur- und Frühgeschichte des
Großherzogtums Luxemburg und Umgebung interessierten Berufs- und Amateurarchäologen. Die Gesellschaft zählte 199 Mitglieder im Jahr 2012, davon 34 im Ausland.
Gegründet wurde die S.P.L. am 11. Juni 1979 in Luxemburg-Stadt. Gründungsmitglieder waren Germaine Geiben-Bianchi, Joseph Herr, Marcel Lamesch, Jean Joseph (John.J.) Muller, Liette Muller-Schneider, Fernand Spier, Norbert Theis, Edouard Thibold, Georges Thill, Raymond Waringo und Pierre Ziesaire. Langjähriger Präsident war Fernand Spier.
Vize-Präsident war Pierre Ziesaire, John.J. Muller Sekretär und Georges Thill Buchhalter (bis heute 2013). Der Sitz der Gesellschaft befindet sich in Waldbillig (Müllerthal).
Die S.P.L. veröffentlicht seit 1979 ein mehrsprachiges wissenschaftliches Periodikum, das Bulletin de la Société Préhistorique Luxembourgeoise (BSPL). In diesem werden die neuesten Arbeiten und Erkenntnisse zur Vorgeschichte (im weiten Sinn) in Luxemburg aber auch im nahen Ausland vorgestellt. Bis 2013 sind 34 Ausgaben erschienen. 
Die Gesellschaft organisiert auch Konferenzen, Kolloquien, Führungen und Ausstellungen. 